# 堺すすむ
堺 すすむ（さかい すすむ、本名：堺 迪（読み同じ）、1942年11月23日 - ）は、日本のギター漫談家、歌手、芸能事務所社長。「円 立奈」（えん たてな = エン タティナー）のペンネームで演芸番組の構成・演出も手掛ける。大阪府大阪市東住吉区生まれ。大阪市立田辺中学校卒。
腹話術の川上のぼる門下。従来の声帯模写の枠を突き破り、1曲をパートに分けて何人もの物真似で歌い分けるスタイルを得意とする。また「こんばんは、森進一です」という、森進一の声帯模写の元祖とされている。

## 人物と芸風
中学生時代より在阪民放局の素人演芸番組で活躍。音楽ショウのあひる艦隊（山名派）のボーヤを経て、1960年に千土地興行の川上のぼる門下に移籍。19歳で新世界新花月にて『おしゃべりギター』と題打った、物真似ギター漫談でピン初舞台。1963年に師匠が『川上のぼると大阪ヤローズ』を結成すると、パーカッション・ドラム担当で直ちに参加した。
1967年に独立し上京、持ち前の客いじりにも磨きを掛け、以降40数年間に亙り活躍中。NHKラジオ第1放送の『サンデージョッキー』や『真打ち競演』に数多く出演するのみならず、構成・演出から芸人のブッキングまで幅広く手掛けている。
1980年代後半以降は、物真似から『なんでか?フラメンコ』に比重を移し、新境地を開拓。20回以上出演している日本テレビの『笑点』では、五代目三遊亭圓楽から「この人は、大金脈を掘り当てました」と讃えられた。
1990年代後半には西川貴教（T.M.Revolution）に顔が似ていると話題になり、TBSの『うたばん』に西川が出演した際に「堺すすむに似ている」とネタにされたほか、『東京スポーツ』1998年1月25日号では「TMレボリューション西川貴教・堺すすむ 親子だった!?」の衝撃的な見出しが一面を飾った。また堺自身も『うたばん』（1998年1月20日放送）など若者向け歌番組にも出演し、西川と同じ様な半裸の衣装で大型扇風機の前に立ち「WHITE BREATH」を熱唱したのみならず、寄席の出囃子にも「WHITE BREATH」を用いた。西川も答礼として「♪な〜んでか?」を披露している。
現在は寄席に出ることは通常なく、テレビ・ラジオの演芸番組や地方公演が活動の主体となっている。
プロモーション・ススムの代表を務め、若手育成にも力を入れている。弟子にキングジョーの堺たいようがいる。

## 主なネタ
なんでか?フラメンコ
- ギター漫談。フラメンコを演奏しながらなぞなぞを出題し、終わりに「♪な〜んでか?」と観客に問いかける。ネタの最後には「オーレ－!」とかけ声で締める。
- 考慮時間を取るため「♪な〜んでか?」を数度繰り返すこともあり、最後に「それはね……」といって、とんちを披露する。中には20年以上ウケ続けているネタもある。
- NHK「真打ち競演」など、地方収録の際は「なんでか?フラメンコ◯◯編」と銘打ち、収録場所にちなんだギャグを取り入れた新ネタを毎回用意する。「日本にいいところはたくさんあるがこの町が一番いいのはな〜んでか？　そう言えと町長に言われたから」がお決まりのオチである。
- 現在は佐藤かんじ（放送作家）がブレーンを務めており、なぞなぞのストックは数百本に上る。

今週は、な〜い!
- 日本テレビの視聴者参加歌謡番組『歌まね振りまねスターに挑戦!!』でプロ審査員を務めた際（1975-86年）、海外旅行プレゼント選出者に該当なしとなった時の決め台詞。
- 「な〜い!」は甲高い声から始まって、トーンを下げながら伸ばしていた。ちなみにプレゼントする場合の決め台詞は「○○さん、あんた行ってらっしゃい!」。

へぇ〜。そう〜なんや〜!
「火曜サプライズ」（日本テレビ）レギュラー出演時に使ったギャグで、舞台でも使っている。自分で言った言葉を強調するときに、目玉をひんむいて客一人を凝視しながら言う。

## レパートリー
- 淡谷のり子- 歌と説教
- 藤山寛美 - 「あの〜、もしもしぃ」
- 美空ひばり - 『悲しい酒』
- 森進一 - 「くしゃみを途中で止める」顔真似もある。
- 和田アキ子
- T.M.Revolution

その他

## テレビ出演
バラエティ
- NHK
  - 笑いが一番
  - 生活笑百科
  - ふれあいホール
  - 東西寄席
  - 日本人の質問
  - 昼のプレゼント
  - 演芸ひろば
- 日本テレビ
  - 笑点
  - 紅白歌のベストテン
  - スターに挑戦
  - 火曜サプライズ
- TBS
  - うたばん
- フジテレビ
  - 新春爆笑ヒットパレード
  - お笑い大集合
- テレビ朝日
  - アヘラ
  - 歌まね決定版
  - 笑いの大国
- テレビ東京
  - 堺すすむの振り向けば歌の道
  - 新春爆笑寄席
- その他

ドラマ
- スチャラカ社員 第17話「お気の毒さま」（朝日放送、1961年7月23日）
- 夫婦百景 第338話「ふたりの窓」（日本テレビ、1964年10月26日）
- 火曜サスペンス劇場 「狙われた美人キャスター」（日本テレビ、1983年3月1日） - 堺すすむ 役

## レコード・CD
- 『飛騨の高山』
- 『北の別れ町』 - 瑞ゆかりとのデュエット
- 『覚えておきたい大衆芸能名セリフ集 歌舞伎篇1, 2』
- 『覚えておきたい大衆芸能名セリフ集 新派・新国劇篇』
- 『覚えておきたい大衆芸能名セリフ集 落語・大道芸篇』
- 『堺すすむ!爆笑な〜んでか?トークライブ』
- 『なんでか?フラメンコ』

その他

## 著書
- 『堺すすむのゴルフな〜んでか』
- 『堺すすむな〜んでかフラメンコ』
- 『堺すすむの爆笑!なーんでか799連発!』

その他

## 主な受賞
- 1976年 - フィリップスレコード 奨励賞
- 1976年 - 日本放送演芸大賞声帯模写部門大賞